# 半生菓子

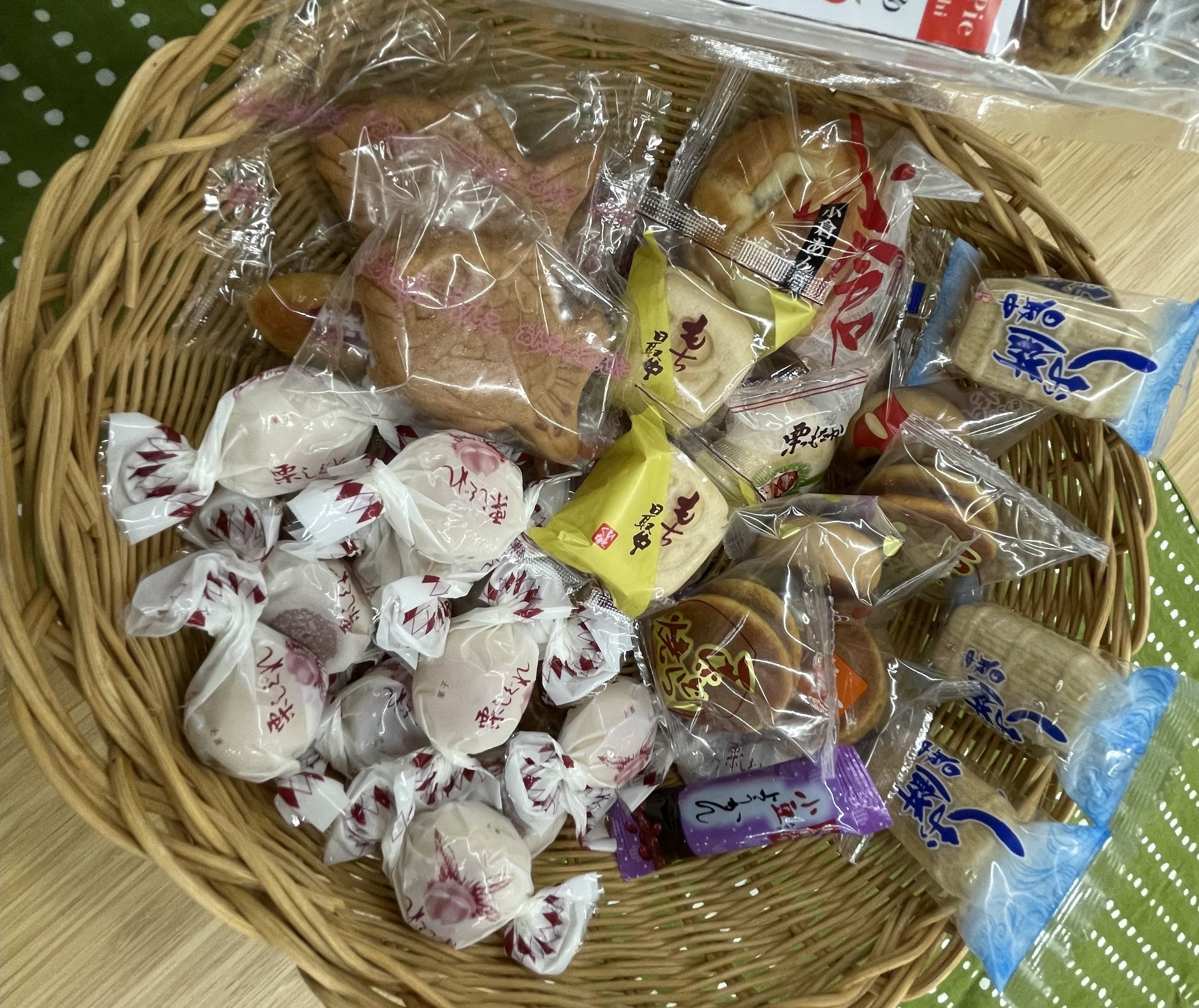
半生菓子の一例

半生菓子（はんなまがし）は、和菓子か洋菓子かを問わず、水分が10％〜30％の菓子である。
一般に生菓子と干菓子の中間に属する菓子類の総称で、干菓子ほどではないが生菓子に比べると日保ちがよく、賞味期限は一般的に30日〜120日とされる。日本では、生菓子よりも砂糖を多く使い日保ちするように第二次世界大戦後に開発されたものが多い。

## 歴史
半生菓子の発祥は京都といわれている。明治末期の頃は、生菓子に比べて小ぶりなことから「一口物」と呼ばれ、生菓子や焼菓子の片手間につくられていたのが半生菓子だった。関東では「番長もの」、関西では「仲もの」とも呼ばれ、「半生菓子」という名称が標準化されたのは、昭和初期の戦前頃とみられる。
1945年（昭和20年）頃から家庭の茶菓子用につくられるようになり、規格の制限が少ないことから、各地で様々な半生菓子がつくられてきた。生菓子に比べて小型軽量化し、水分量を控えて日保ちをよくし、長期の流通に耐えるように開発されたことから、「流通菓子」「問屋菓子」などとも呼ばれた。茶席菓子として京都を中心に発展した生菓子、いわゆる高級菓子に比べると大衆品であるが、駄菓子よりは高級品に位置づけられることから「中級菓子」とも称される。
1954年（昭和29年）2月、同年4月に京都市で開催される第13回全国菓子大博覧会を契機とし、全国半生菓子協会が設立された。京都・大阪・名古屋・岐阜の製菓業者の代表や約80人が結成したもので、その後北海道、飯田、東京が加盟している。
| 年   | 生産量 (t) | 生産額 （億円） | 小売額 （億円） |
| ---- | ---------- | --------------- | --------------- |
| 2013 | 29339      | 286             | 459             |
| 2014 | 29779      | 300             | 481             |
| 2015 | 30374      | 309             | 501             |
| 2016 | 30170      | 309             | 502             |
| 2017 | 30200      | 316             | 516             |
| 2018 | 30183      | 316             | 516             |
| 2019 | 30665      | 322             | 522             |
| 2020 | 27291      | 292             | 456             |
| 2021 | 28628      | 303             | 480             |
| 2022 | 29324      | 325             | 515             |

## 特徴
全国半生菓子協会は、半生菓子の定義を「天然物を原料として砂糖またはその他の調味料を用い、各々の嗜好に適したことを主たる目的として加工、または製造され、粒廻り1キログラムにつき50個程度、水分30パーセント以内でそのまま食べられる食品」とする。主な原材料は、小麦粉、生あん、餡、ウエハウス、寒天、卵、砂糖など。
協会はさらに、詳細な条件として、次のように定める。
- 嗜好に適する風味豊かなもので、栄養価値にも留意された菓子
- 天然物を原料として、高度の技術により衛生的に加工または製造された菓子
- 水分含有率30パーセント以内で、そのまま調理せずに食べることができ、一般輸送することができる菓子
- 1個が15グラム程度で、優雅な固有の形態、色彩を有する菓子

## 種類
一般的に生菓子と干菓子の中間的な菓子の総称で、次のようなものがある。
和菓子
もなか、松露類、求肥類、餅類のなかで日保ちするもの、焼き物のなかで比較的水分の多いものなどがあたる。
なお、焼き物とは焼いて風味をよくした菓子のことで、水分の少ないものは干菓子、水分の多いものが生半菓子となる栗まんじゅう、茶通、栗しぐれ、桃山、カステラ、ボーロ、カステラ饅頭などは生半菓子である。
洋菓子
バウムクーヘン、フルーツケーキ、マシュマロ、スポンジをチョコレートでコーティングした半生ケーキなど。

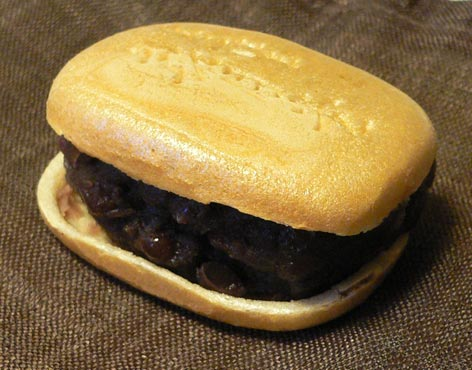
最中
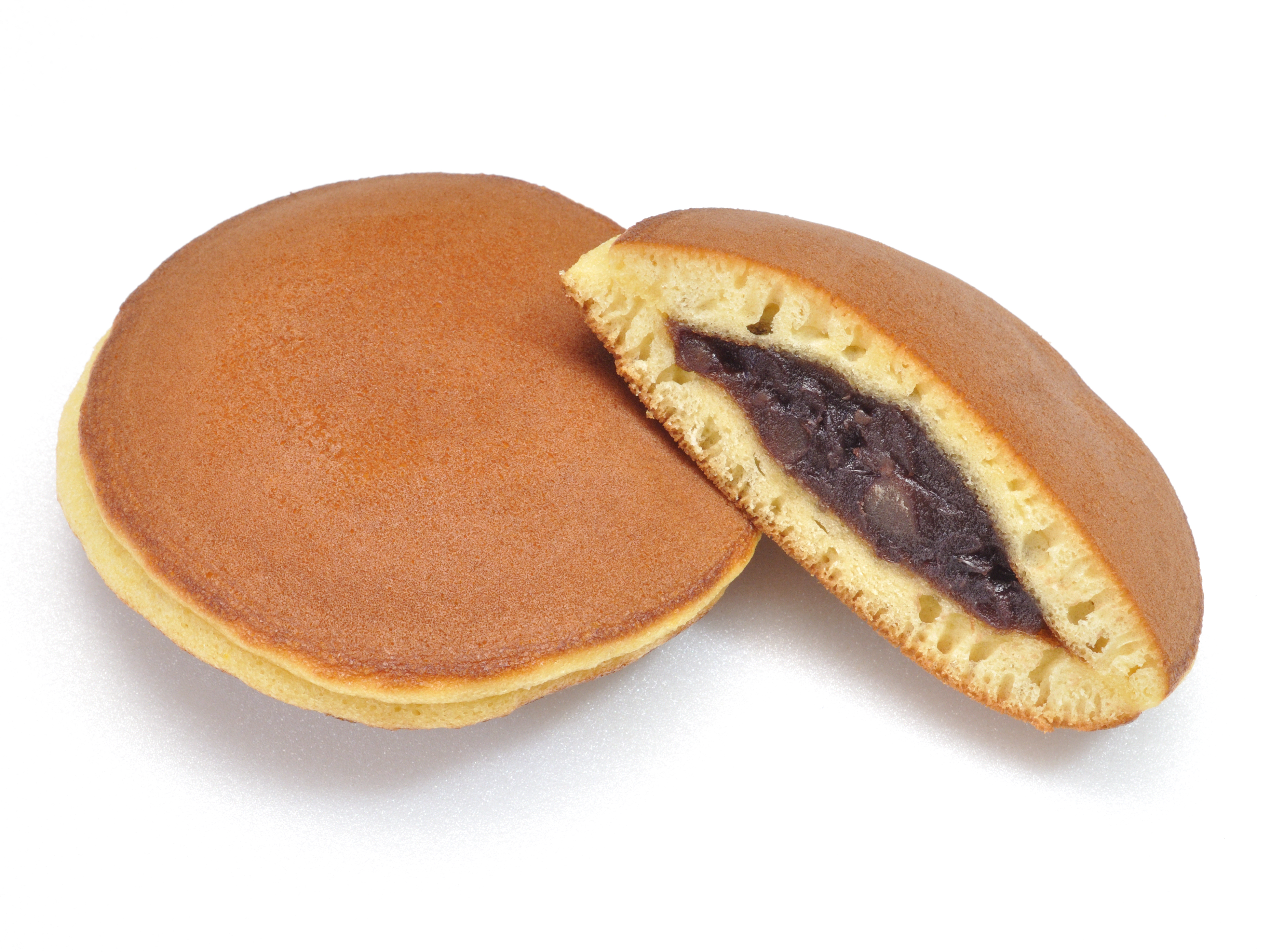
どら焼き
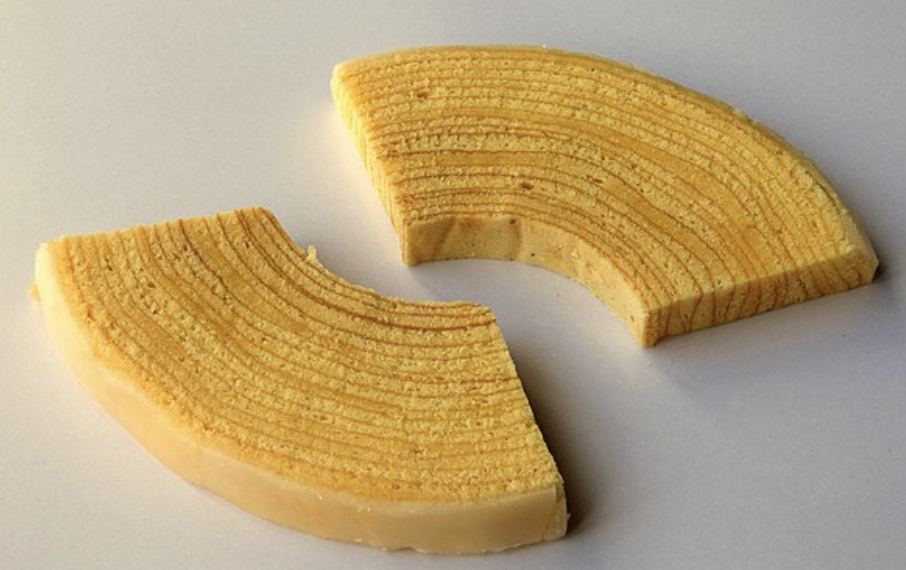
バウムクーヘン
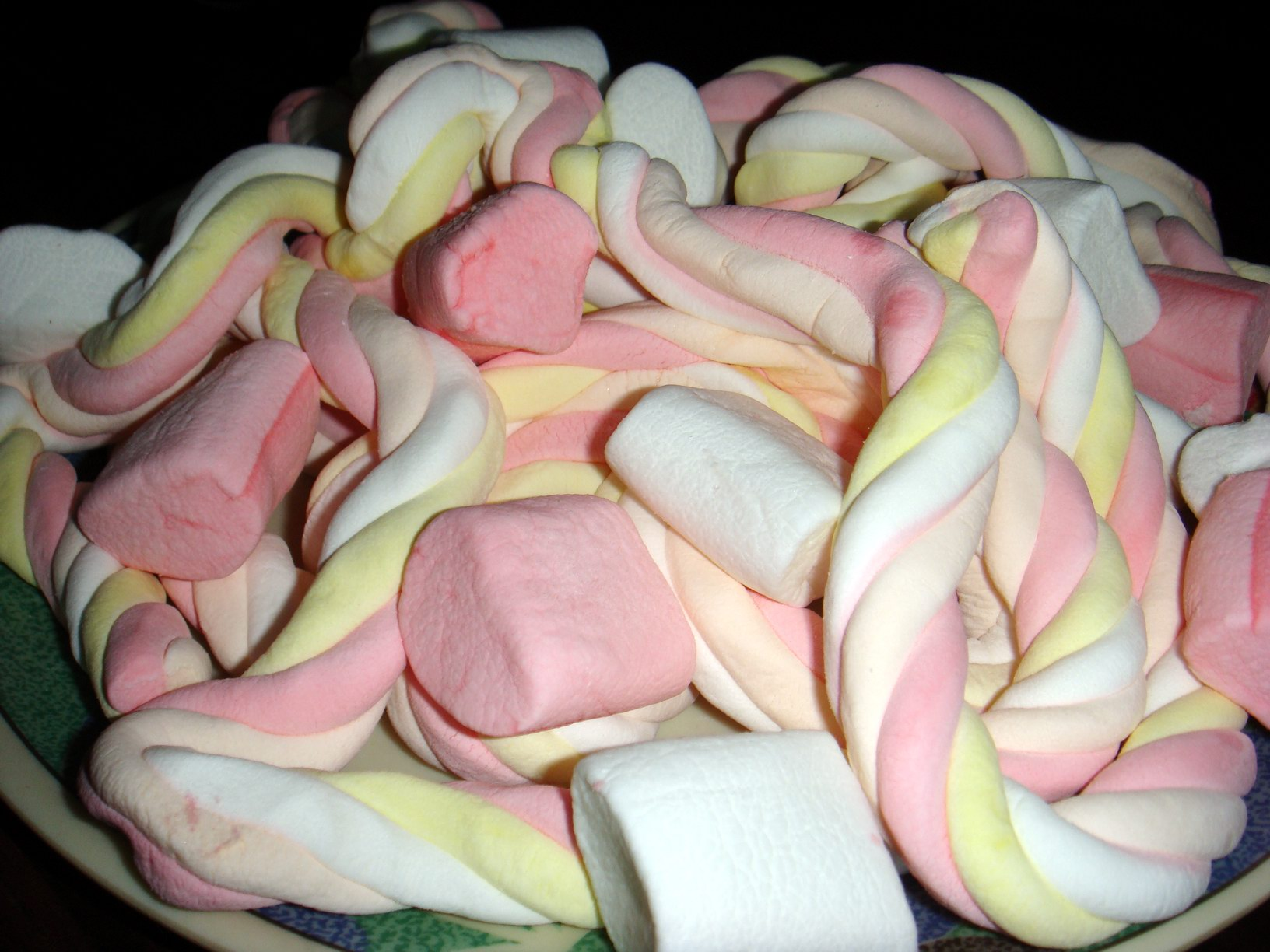
マシュマロ
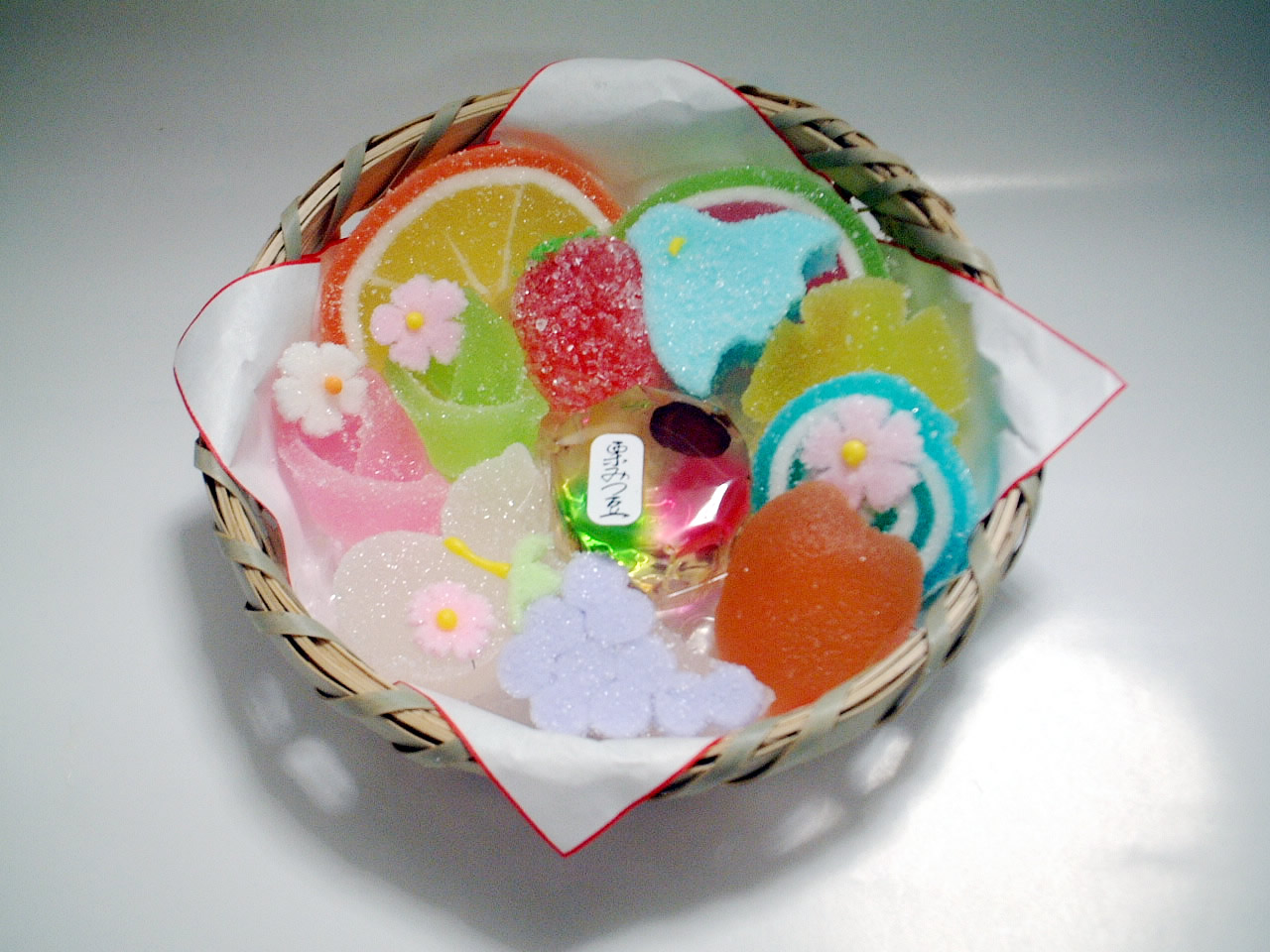
ゼリー菓子

## 飯田の半生菓子産業

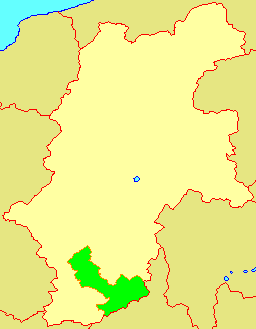
地図-長野県飯田市-2006

長野県の飯伊地方、なかでも飯田市は地場産業として半生菓子を製造する業者が多くあり、その生産量は1984年（昭和59年）頃から2023年（令和5年）現在にいたるまで全国シェアの約40パーセントを占めている。

### 飯田の菓子製造業の歴史

#### 背景
江戸時代の飯田は湧水の水質がよく、飯田藩主が茶を嗜んだことから、飯田では茶の湯文化が発展した。1717年（享保2年）に飯田藩主が京都から菓子職人を招き茶菓子を作らせたのが、飯田の菓子産業のはじまりといわれる。しかしこの当時、城主の御菓子司に指定された数軒を除き、上菓子の製造が認められていなかった。1783年（天明3年）、飯田藩は奢侈禁止令を発布して駄菓子以外の製造を禁止した。明治維新後、菓子製造は自由化されたが、依然として駄菓子のみであり、上菓子は名古屋から取り寄せたという。
1885年（明治18年）、明治政府は菓子の製造販売を許可制にし、売上の5パーセントを税として徴収した。様々な菓子の製造が可能となった反面、この重税に対する反対運動などのため全国的に組合が結成されるようになり、飯田でも1892年（明治25年）に「下伊那菓子営業組合」を結成、組合員数は258人だった。
明治中期から大正期にかけて製糸業の発展に伴って農家の現金収入が増加すると、駄菓子よりもやや高級な生菓子や洋菓子も庶民向けに製造されるようになっていった。養蚕業者が農繁期に多くの人を雇用することにより菓子を必要としたこともその理由のひとつで、第二次世界大戦中・戦後統治下では、労働力と砂糖や小麦粉などの物資の不足から菓子の生産量は落ち込むが、コメやイモを原料とする餡や煎餅などの代替菓子の製造は続けられた。

#### 飯田半生菓子の発展
飯田下伊那では、戦前から駄菓子屋は多く約300軒を数えた時期もあったが、産業としては賃金水準が低かった。大衆向けの半生菓子は安くないと売れないことから、高級志向の茶菓子が発展した京都府などと比べ、庶民向けの中級半生菓子が発展した。
もともと零細企業が多かったことに加え、菓子の仲買いや卸を専門とする業者がなかったことから、飯田で製造された生半菓子は地域内消費が主体だったが、1947年（昭和22年）頃から県外へ出荷されるようになり、1955年（昭和30年）頃から、戦中、戦後に統制されていた砂糖などの原料の統制がゆるやかになったことで庶民の需要が伸びた。また、高度経済成長期に入り国民所得が増加すると、生活水準の向上に伴い、半生菓子の需要が増大した。

#### 栗しぐれのヒットと商品開発

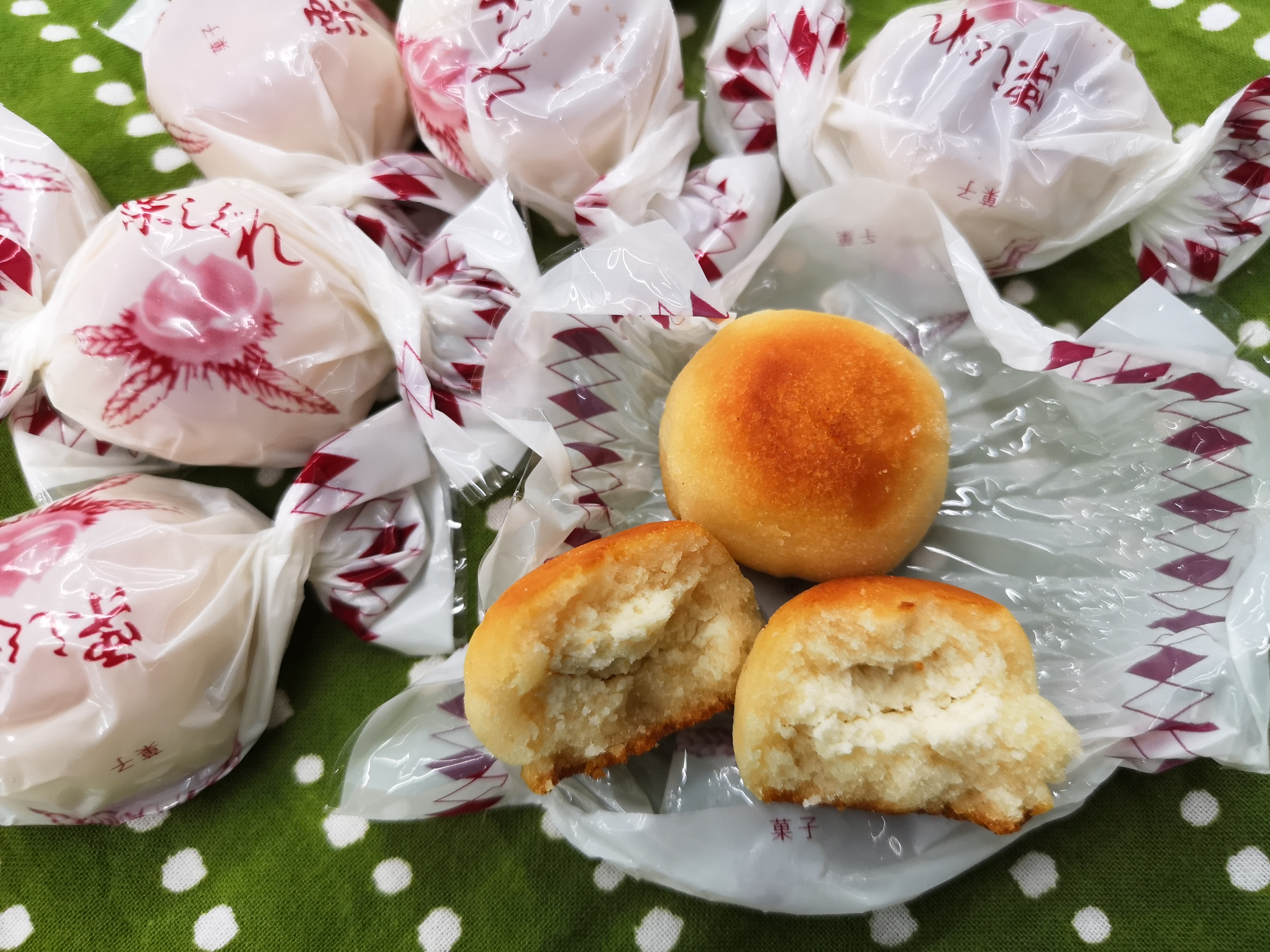
栗しぐれ

1960年（昭和35年）、飯田の福沢製菓が開発した「栗しぐれ」が大ヒットし、東京や名古屋など都市部とも取り引きが始まり、全国的に出荷されるようになった。「栗しぐれ」は、阿智村のお菓子屋・春木屋の栗饅頭に着想を得て考案された菓子である。人気ぶりから、需要に供給が追い付かないと判断した福沢製菓が製造法を公開したことにより他店も「栗しぐれ」の製造に着手、その勢いは昭和30年代の飯伊地方が「栗しぐれ」産地といっても過言ではない様相を呈した。
各企業はこの勢いに乗って機械化による大量生産で事業規模の拡大に努めた結果、生産力の劣る小規模な事業所は淘汰され、昭和40年代には「栗しぐれ」の過剰生産により乱売が発生し、「栗しぐれ」のみを生産する業者は窮地に立たされた。最盛期の1974年（昭和49年）には245社を数えた飯伊地方の半生菓子製造業者は、業界としての総生産量は増加しつつも10年で130社減少。そこで、新たな半生菓子商品が最中・ようかん・ゼリー・ドーナツなどをベースに次々と開発されて、需要の多様化が図られ、1986年（昭和61年）頃までにその種類は60種を数えた。

#### 全国市場の確立
1965年（昭和40年）、産地問屋が設立され、安定的な販売ルートが確保された。1977年（昭和52年）には食品の保存期間を延ばすエージレス（脱酸素剤）が開発されたことにより、半生菓子の保存性は大幅に向上した。賞味期限が延びたことにより、販売ルートは西日本にも拡大し、1983年（昭和58年）には全国の生半菓子の約4割を占める一大産地へと成長した。1986年（昭和61年）頃には製造業者は93社まで減少したが、出荷額は74億円に伸びた。

#### 現代
2009年（平成21年）時点での飯田市における半生菓子の関連工場は16あり、従業員数606人、出荷額は107億円と依然として全国シェアのNo.1を誇る。日本の菓子は海外でも人気が高いが、日保ちする半生菓子は日本国外への輸出にも有利で、その量を伸ばしている。2021年（令和3年）時点で飯田の半生菓子製造業者は25社。

### 飯田の半生菓子の特徴

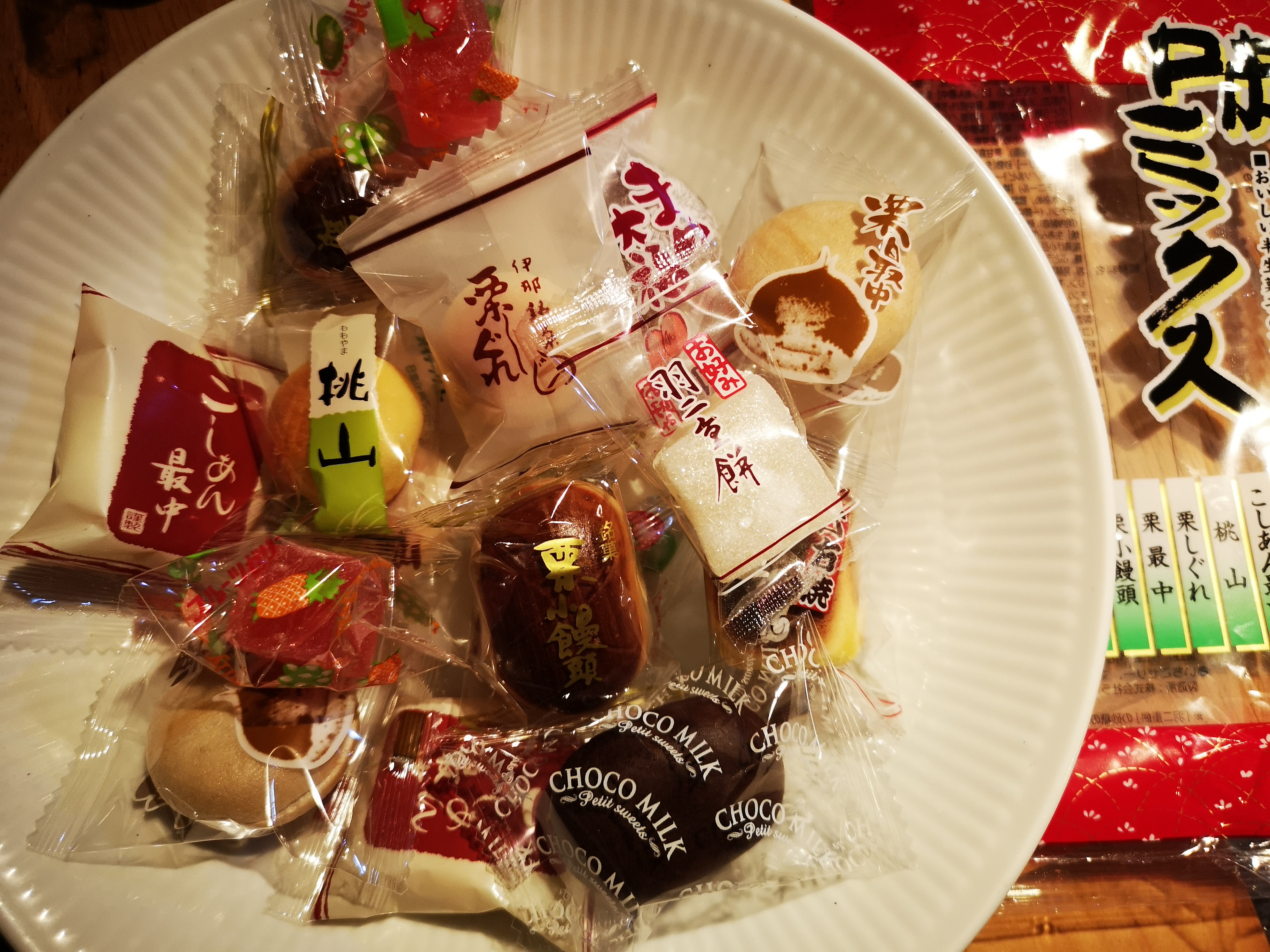
あるミックス商品1袋分（11種類）

飯田市や伊那市などの飯伊地方の半生菓子は、水分含有量を少なめにすることで日保ちを延ばし、全国出荷を可能としてきた。1984年（昭和59年）には庶民向けのいわゆる中級半生菓子製造の全国シェア40パーセントを占めるようになり、このうち80パーセントの企業75社が飯田市に拠点を置く企業だった。飯伊地方の半生菓子が全国シェアに占める割合は2021年（令和3年）時点でもほぼ変わらず、都道府県別生産量では日本一である。
多品種で四季折々の半生菓子が製造されており、組合に加盟する各社が互いに情報交換をしながらオリジナルの商品開発に取り組まれている。21世紀には多品種を詰め合わせたり、他メーカーとコラボした菓子を1袋に詰め合わせたミックス物の人気が高く、需要を伸ばしている。